# Piotr Łubieński
Piotr Łubieński herbu Pomian (ur. 31 stycznia 1786 w Szczytnikach, zm. 17 października 1867 w Warszawie) – polski generał, senator-kasztelan Królestwa Polskiego od 4 czerwca 1831 roku, poseł z powiatu warszawskiego departamentu warszawskiego na sejm 1811 roku.

## Życiorys
Syn Feliksa i Tekli Teresy, brat Franciszka Ksawerego, Tomasza, Henryka, Tadeusza, Jana, Józefa, Marii, Pauliny i Róży.
Osiadł w majątku swej żony, Barbary Szymanowskiej, Gole i przyległych folwarków (Dorocin, Karolina, Baśin), założyciel cukrowni w Golach. Był szwagrem francuskiego barona Piotra Galichet'a z Izdebna, którego poznał w armii Napoleona, i który to założył pierwszą cukrownię na Mazowszu.
W latach (1807–1812) i w czasie powstania listopadowego (1830-1831), był senatorem-kasztelanem i generałem brygady oraz dowódcą Straży Bezpieczeństwa w Warszawie, od 1825 prezesem dyrekcji szczegółowej Towarzystwa Kredytowego Ziemskiego województwa mazowieckiego. Jako senator podpisał 25 stycznia 1831 roku akt detronizacji Mikołaja I Romanowa.
Członek Towarzystwa Rolniczego w Królestwie Polskim w 1858 roku.
Od 1861 do 1867 był członkiem Rady Stanu Królestwa Polskiego, a od 1865 prezesem Warszawskiego Towarzystwa Dobroczynności.
Należał do loży wolnomularskiej Rycerze Gwiazdy w stopniu Kawalera Wybranego.
Został odznaczony francuskim krzyżem kawalerskim Orderu Legii Honorowej w 1813, a także polskimi krzyżem kawalerskim Virtuti Militari (w PSB błędnie opisany jako krzyż komandorski) oraz Orderem św. Stanisława w 1812.
Ożeniony był z Barbarą Szymanowską, córką Michała, starosty wyszogrodzkiego, z Izdebna i Anieli ze Świdzińskich. Mieli trzech synów, Feliksa, Eustachego i Pawła, oraz trzy córki, Anielę za Napoleonem Świdzińskim, Marię za Feliksem Szymanowskim i Klementynę.